# Ardisia gorgonae
Ardisia gorgonae är en viveväxtart som beskrevs av José Cuatrecasas. Ardisia gorgonae ingår i släktet Ardisia och familjen viveväxter. Inga underarter finns listade i Catalogue of Life.